# Жанно, Таннер
Та́ннер Жанно́ (англ. Tanner Jeannot; 29 мая 1997, Оксбоу, Саскачеван, Канада) — канадский хоккеист, крайний нападающий клуба НХЛ «Бостон Брюинз».

## Игровая карьера

### Юниорская карьера
Юниорскую карьеру Жанно полностью провёл в Саскачеване, выступая за клубы из Эстевана, Йорктона, Киндерсли и Мус-Джо. С 2014 по 2018 год выступал за клуб Западной хоккейной лиги «Мус Джо Уорриорз». В последнем сезоне был ассистентом капитана. Всего за «Мус Джо Уорриорз» провёл 267 встреч в регулярном сезоне, в которых набрал 170 очков, а также 30 встреч в плей-офф с 24 очками соответственно.

### Профессиональная карьера
На драфте НХЛ не выбирался, потому имел свободу выбора подписания контракта с любой командой НХЛ. 2 апреля 2018 года Жанно подписал трёхлетний контракт новичка с «Нэшвилл Предаторз» на общую сумму $ 2,14 млн. Сезон 2018/19 Жанно полностью провёл в фарм-клубе «Предаторз» — «Милуоки Эдмиралс», набрав 11 (7+4) очков в 37 встречах регулярного сезона, а также проведя 3 встречи без набранных очков в плей-офф. Приостановленный из-за пандемии коронавируса сезон 2019/20 почти полностью провёл в АХЛ, набрав 20 (5+15) очков в 57 матчах за «Милуоки Эдмиралс». Также Жанно провёл 3 матча с 5 набранными очками встречи за фарм-клуб «Нэшвилл Предаторз» в Хоккейной лиге Восточного побережья — «Флориду Эверблейдс».
Сезон 2020/21 Жанно также начал в составе «Эверблейдс», так как в ECHL сезон начался ранее, нежели в НХЛ (январь) и АХЛ (февраль). После 5 матчей за «Флориду Эверблейдс», в которых он набрал 6 (3+3) очков, Таннер получил приглашение в тренировочный лагерь «Нэшвилла», где однако не смог закрепиться и был отправлен в клуб АХЛ «Чикаго Вулвз», который являлся в сезоне 2020/21 фарм-клубом как «Нэшвилла», так и «Каролины Харрикейнз» из-за того, что «Милуоки Эдмиралс» приняли решение пропустить сезон из-за последствий коронавируса. Перед сезоном 2020/21 Жанно был назначен ассистентом капитана в «Чикаго Вулвз». После 6 матчей с 8 (3+5) очками за «Вулвз» в конце февраля 2021 года Таннер был вызван в основную команду и помещен в «taxi squad», что позволяло ему тренироваться с «хищниками». 2 марта было объявлено, что форвард «Предаторз» Люк Кунин пропустит 2-4 недели из-за травмы нижней части тела, а Райан Джохансен будет помещен в ковид-протокол. Помимо этого, был травмирован нападающий Брэд Ричардсон и «хищники» испытывали нехватку нападающих. Этим же вечером Жанно провёл первую игру в НХЛ в матче против «Каролины Харрикейнз», играя на левом фланге в четвёртом звене вместе с Колтоном Сиссонсом и Мэтью Оливером, не набрав очков, после чего был отправлен назад в АХЛ. В апреле Жанно был вновь вызван из «Вулвз». 13 апреля, в своей третьей игре в НХЛ, отметился заброшенной шайбой в ворота Кёртиса Макелинни из «Тампы-Бэй Лайтнинг». Подавляющую часть игр сезона 2020/21 Жанно был игроком четвёртого вместе с Колтоном Сиссонсом и Яковым Трениным. Всего за 15 игр набрал 7 (5+2) очков, а также отдал результативную передачу в пяти матчах серии плей-офф против «Каролины Харрикейнз».
В сезоне 2021/22 набрал рекордные для себя 41 (24+17) очко в 81 матче регулярного чемпионата. Также форвард занял в лиге третье место по количеству штрафных минут (134) и провёл больше всех драк (14) за сезон. Занял седьмое место в рейтинге на приз лучшему новичку лиги — Колдер Трофи, набрав 153 балла, в том числе 9 вторых мест.
26 февраля 2023 года был обменян в «Тампу-Бэй Лайтнинг» на защитника Кэла Фута, пик первого раунда-2025, пик второго раунда-2024, а также пики третьего, четвёртого и пятого раундов 2023 года. В июне «Лайтнинг» продлили Жанно на 2 года на общую сумму $ 5,33 млн.
29 июня 2024 года «Тампа-Бэй» обменяла Жанно в «Кингз» на пики второго и четвёртого раунда.

## Статистика
| 2014/15     | Мус Джо Уорриорз   | ЗХЛ         | 52  | 1  | 4  | 5  | 8   | —  | — | — | —  | —  |
| 2015/16     | Мус Джо Уорриорз   | ЗХЛ         | 72  | 17 | 16 | 33 | 65  | 10 | 6 | 9 | 15 | 11 |
| 2016/17     | Мус Джо Уорриорз   | ЗХЛ         | 71  | 19 | 33 | 52 | 84  | 7  | 0 | 1 | 1  | 8  |
| 2017/18     | Мус Джо Уорриорз   | ЗХЛ         | 72  | 40 | 40 | 80 | 83  | 13 | 3 | 5 | 8  | 12 |
| 2018/19     | Милуоки Эдмиралс   | АХЛ         | 37  | 7  | 4  | 11 | 39  | 3  | 0 | 0 | 0  | 0  |
| 2019/20     | Флорида Эверблейдс | ECHL        | 3   | 4  | 1  | 5  | 6   | —  | — | — | —  | —  |
| 2019/20     | Милуоки Эдмиралс   | АХЛ         | 57  | 5  | 15 | 20 | 87  | —  | — | — | —  | —  |
| 2020/21     | Флорида Эверблейдс | ECHL        | 5   | 3  | 3  | 6  | 6   | —  | — | — | —  | —  |
| 2020/21     | Чикаго Вулвз       | АХЛ         | 13  | 10 | 11 | 21 | 33  | —  | — | — | —  | —  |
| 2020/21     | Нэшвилл Предаторз  | NHL         | 15  | 5  | 2  | 7  | 2   | 5  | 0 | 1 | 1  | 2  |
| 2021/22     | Нэшвилл Предаторз  | НХЛ         | 81  | 24 | 17 | 41 | 130 | 4  | 0 | 1 | 1  | 0  |
| 2022/23     | Нэшвилл Предаторз  | НХЛ         | 56  | 5  | 9  | 14 | 85  | —  | — | — | —  | —  |
| 2022/23     | Тампа-Бэй Лайтнинг | НХЛ         | 20  | 1  | 3  | 4  | 22  | 3  | 0 | 0 | 0  | 5  |
| 2023/24     | Тампа-Бэй Лайтнинг | НХЛ         | 55  | 7  | 7  | 14 | 75  | 4  | 0 | 1 | 1  | 2  |
| Всего в НХЛ | Всего в НХЛ        | Всего в НХЛ | 227 | 42 | 38 | 80 | 314 | 16 | 0 | 3 | 3  | 9  |